# Andamia reyi
Andamia reyi är en fiskart som först beskrevs av Sauvage, 1880.  Andamia reyi ingår i släktet Andamia och familjen Blenniidae. Inga underarter finns listade i Catalogue of Life.